# Héctor Alvarado
Héctor Alvarado (Córdoba, Argentina, 24 de marzo de 1925-ibídem, 3 de mayo de 2015) cuyo nombre real era Nicolás Rafael Cisterna, fue un cantor dedicado al género del tango que integró, entre otras, las orquestas de Lucio Demare, Alberto Mancione, Pedro Maffia y Pedro Laurenz y prosiguió después su carrera profesional como solista.

## Actividad profesional
Después de iniciarse profesionalmente muy joven cantando con la orquesta de Lorenzo Barbero  en clubes y radios de la provincia de Córdoba, se retiró del conjunto en 1945 para probar suerte en Buenos Aires. Se incorporó a la orquesta de Pedro Maffia y se hizo conocer cantando con ella en los lugares más acreditados del momento pero antes del año se fue a la orquesta de Pedro Laurenz. Estuvo con Laurenz poco tiempo y se incorporó a la orquesta de Alberto Mancione con la cual permaneció cuatro años sin llegar a grabar. En 1950 ingresó como único cantor a la orquesta de Lucio Demare y grabaron para la discográfica Columbia Pa´ mí es igual y Noche de reyes, en septiembre de 1950, Bailongo de los domingos en mayo de 1951 y Malena en septiembre del mismo año.
En 1954, luego de transitar por diversas formaciones, retornó a la orquesta de Mancione, donde desde 1949 revistaba como cantor Jorge Ledesma e hizo siete registros, incluidos Tan lejos y En blanco y negro, ambos junto a Jorge Ledesma, Con las manos vacías y No matarás. 
Cuando en 1959 José Canet organizó el “Quinteto Garufa”, con bandoneón, guitarra y contrabajo, sumó la voz de Héctor Alvarado; era un conjunto con estilo desenfadado y alegre que actuó en radio y televisión además de animar bailes en Mar del Plata, donde Así se baila el tango era uno de sus mayores  éxitos. Con este conjunto Alvarado grabó otros cuatro títulos.
Alvarado se fue retirando del medio artístico pero nunca dejó de cantar en reuniones de amigos y en 2011 actuó con el acompañamiento de tres guitarristas en el Festival Nacional del Tango de La Falda (Córdoba), donde fue invitado y actuó con 86 años, acompañado por tres guitarristas. Por esa época grabó un disco con tangos clásicos como Berretín, El cantor de Buenos Aires, Che bandoneón, Malena, Naranjo en flor y Ventanita de arrabal, entre otros. El 12 de octubre de 2012, fue homenajeado por la Secretaría de Cultura de su provincia por su trayectoria en un acto en el además de Alvarado participaron Marcelo Santos, Chavela Kreimer, Miguel Bacola, Silvia Lallana, Néstor Chávez, Dante Garello y Carlos Nieto Trío.
Dice Néstor Pinsón que Alvarado "era el clásico tenorino —tan de moda en los años anteriores—, de buen registro y expresión dramática. Aunque su vibrato, en algunos temas, se acentuaba y se hacía más notorio de lo conveniente."
Héctor Alvarado falleció en Córdoba el 3 de mayo de 2015.